# Zion (álbum)
ZION es el décimo segundo álbum lanzado por el productor de complextro Aleksander Vinter, y el décimo bajo el alias de Savant. El mismo fue lanzado el 13 de diciembre de 2014 por la discográfica Section Z.
El 28 de noviembre, ZION fue accidentalmente filtrado en la cuenta de SoundCloud de Vinter por un corto período de tiempo.

## Descripción del álbum
Con ZION, Savant exploró en temas árabes y hebreos. Con un mensaje mezclado de políticas y fantasía, lleva al conflicto en Medio Oriente a una dimensión alterna. Esto incluye mitos de los tiempos sumerios y algunos eventos históricos que podrían ser considerados paralelos a los tiempos actuales, donde la brutal electrónica folk es el fondo de las guerras venideras.

## Lista de canciones
| N.º     | Título             | Duración |  |
| 1.      | «Anunnaki»         | 2:18     |  |
| 2.      | «Arrival»          | 5:46     |  |
| 3.      | «Apocalypse»       | 7:12     |  |
| 4.      | «Crusade»          | 5:50     |  |
| 5.      | «Desert Eagle»     | 3:34     |  |
| 6.      | «Castle of Gods»   | 4:20     |  |
| 7.      | «Nazareth»         | 4:46     |  |
| 8.      | «Princess of Zion» | 5:31     |  |
| 9.      | «Outcasts»         | 4:15     |  |
| 10.     | «Shazam»           | 4:19     |  |
| 11.     | «Spider»           | 4:11     |  |
| 12.     | «Royality»         | 5:09     |  |
| 13.     | «Mecca»            | 5:43     |  |
| 14.     | «Meshugga»         | 8:15     |  |
| 15.     | «Sons of Babel»    | 3:05     |  |
| 16.     | «Zion»             | 5:27     |  |
| 1:19:41 |                    |          |  |